# TVR M-Series
Les TVR M-Series furent une série de voitures de sport construites par TVR entre 1972 et 1979. La série remplaça les TVR Vixen, mais conserva le châssis et le style de la carrosserie. Comme tous les autres modèles TVR, les M-Series utilisèrent un milieu moteur en position longitudinale avant, une propulsion arrière et le corps-sur-cadre de la construction. Les organismes eux-mêmes furent construits à partir de plastique renforcé de verre (PRV). L'ère des M-Series fut communément associée à Martin Lilley, qui, avec son père, avait pris possession de la société le 30 novembre 1965.
Les M-Series furent considérées par les critiques contemporains comme étant puissante, rapide et ayant une excellente tenue de route. Ceci s'est fait au détriment de l'ergonomie, et les systèmes de chauffage et de ventilation, qui étaient parfois problématiques.
La M-Series est composée de la 1600M, la 2500M, la 3000M et la 3000M Turbo. Un total de 1769 M-Series, toutes versions confondues, ont été construites au cours des sept années de production.

## 1600M (1972) - (1977)
La TVR 1600M est la 5e gamme de modèles construite par TVR, de 1972 à 1977. La 1600M sera produite en 148 exemplaires.

## 2500M (1972) - (1977)
La TVR 2500M est l'évolution de la 1600M. Elle fut construite par TVR, de 1972 à 1977. La 2500M sera produite en 947 exemplaires.

## 3000M (1972) - (1977)
La TVR 3000M est l'évolution de la 2500M. Elle fut construite par TVR, de 1972 à 1977. La 3000M sera produite en 654 exemplaires.

## 3000M Turbo (1975) - (1979)
La TVR 3000M Turbo est l'évolution de la 3000M. Elle fut construite par TVR, de 1975 à 1979. La 3000M Turbo sera produite en seulement 20 exemplaires.